# La strada lunga un anno
La strada lunga un anno è un film del 1958 diretto da Giuseppe De Santis.
Fu candidato all'Oscar al miglior film straniero in rappresentanza della Jugoslavia.

## Trama
Zagora è un isolato paesino di montagna. Guglielmo, disoccupato, ha un'idea: costruire una strada che colleghi il paese con la costa. Nonostante nessuno lo paghi e nonostante la diffidenza e i contrasti con i suoi compaesani è convinto che in ogni caso, se continua con il lavoro, qualche cosa accadrà.

## Produzione
Il film è stato girato in Istria, e in Dalmazia precisamente a Sinj, la produzione italiana aveva ricevuto enormi mezzi dalla Jadran Film. Il film ha molte scene corali di enorme impatto grazie al formato panoramico.

## Accoglienza

### Critica
Il Mereghetti. Dizionario dei film (1993): *½
«Il populismo di De Santis [...] non evita la maniera. [...] in Italia furono pochi a vederlo.»

## Riconoscimenti
- Premio Oscar
  - Candidatura all'Oscar al miglior film straniero